# 刘智墓
刘智墓位于中国江苏省南京市雨花台区郁金香路西口南侧（原中华门外花神庙毛家巷），西邻雨花外国语小学，为清代康熙、雍正年间的伊斯兰教学者刘智（字介廉）的墓葬。该墓采用伊斯兰葬制，由石门柱、石坊（原为两通，今存其一）、墓冢和照壁组成，石门柱、石坊均立于西向的墓道上，石门柱上题有“刘介廉坟墓”，石坊两面分别题有“吾道枢钮”和“典型在望”。墓冢原为土丘，今为采用水泥固护的长方形石柩，南向置放，其上嵌有“先贤介廉刘公之墓”墓碑一方。其后为新建的水泥弧形照壁，嵌有石碑5通，正中题“清代伊斯兰教学者刘智之墓”，东西内侧分别题“道学先觉”和“学贯天人”，外侧则分别为宣统二年的《重修刘介廉先生墓碑铭》和1982年的《重修刘智墓记》。
墓周边原为墓葬数百座的穆斯林公墓，因宁南新区开发建设，今墓葬多已迁移，仅存有数方墓碑。